# Museum den Aanwas
Het Museum den Aanwas is een heemkundig museum dat gevestigd is aan Aanwas 29 te Ossendrecht. Het wordt beheerd door de Heemkundekring "Het Zuidkwartier".
Dit museum is gevestigd in een huis uit 1743 en heeft een verzameling voorwerpen die verband houden met de geschiedenis van het dorp. Deels is het museum ingericht in de sfeer van omstreeks 1900. Het toont een aantal archeologische voorwerpen die in de omgeving zijn gevonden; een oud cafeetje; ambachtelijke gereedschappen; een stijlkamer; Brabantse mutsen; herinneringen aan Marie Adolphine, de heilig verklaarde Ossendrechtse non; herinneringen aan Prinses Paulientje, zoals haar schoentjes en handschoentjes, en een overzichtstentoonstelling.

## Prinses Paulientje
Johanna Paulina Musters (geboren in Ossendrecht in 1878 en overleden in New York in 1895) was de kleinste vrouw ter wereld. Ze werd slechts 61 cm groot. Tot haar zesde ging ze naar school, maar toen kwam herenboer Charles Philips op het idee om haar als curiositeit te gelde te maken. Vanaf haar negende werd ze tentoongesteld onder de artiestennaam Prinses Paulientje. Dit bracht goed geld op, waarvan het Maison Princesse Pauline, een villa aan de Dorpsstraat, werd gebouwd. In 1892 mocht ze op audiëntie komen bij Koningin Emma. Ze leerde kunstjes en kreeg een koetsje van 90 bij 90 cm, waarmee ze aan het hof van de Duitse Keizer Wilhelm II werd ontvangen. In 1894 ging het naar Broadway. Na een maand hard werken kreeg ze longontsteking, waaraan ze overleed.
Hoewel er grof geld voor haar lijk werd geboden, werd ze uiteindelijk toch in Ossendrecht begraven, na eerst nog te zijn tentoongesteld.
De villa werd in 1935 gesloopt en het graf werd in de Tweede Wereldoorlog geruimd.